# David Kalousek
David Kalousek (ur. 13 maja 1975 w Hradcu Králové) – czeski piłkarz grający na pozycji obrońcy.
Karierę rozpoczynał w drużynie FC Hradec Králové. 30 lipca 2004 roku zadebiutował w Ekstraklasie w przegranym 2:5 meczu Zagłębia Lubin z Cracovią. W drużynie z Lubina rozegrał 28 spotkań. Następnie przeszedł do Arki Gdynia, gdzie rozegrał 18 spotkań. Karierę zakończył w drużynie FC Hradec Králové.